# Оглейз (округ)
Округ Оглейз (англ. Auglaize County) располагается в штате Огайо, США. Официально образован 14 февраля 1848 года. По состоянию на 2010 год, численность населения составляла 45 949 человек.

## География
По данным Бюро переписи США, общая площадь округа равняется 1 040,922 км2, из которых 1 039,601 км2 суша и 1,347 км2 или 0,130 % это водоёмы.

## Население
По данным переписи населения 2000 года в округе проживает 46 611 жителей в составе 17 376 домашних хозяйств и 12 771 семей. Плотность населения составляет 45,00 человек на км2. На территории округа насчитывается 18 470 жилых строений, при плотности застройки около 18,00-ти строений на км2. Расовый состав населения: белые — 98,12 %, афроамериканцы — 0,24 %, коренные американцы (индейцы) — 0,18 %, азиаты — 0,41 %, гавайцы — 0,03 %, представители других рас — 0,20 %, представители двух или более рас — 0,83 %. Испаноязычные составляли 0,67 % населения независимо от расы.
В составе 35,30 % из общего числа домашних хозяйств проживают дети в возрасте до 18 лет, 62,10 % домашних хозяйств представляют собой супружеские пары проживающие вместе, 7,80 % домашних хозяйств представляют собой одиноких женщин без супруга, 26,50 % домашних хозяйств не имеют отношения к семьям, 23,30 % домашних хозяйств состоят из одного человека, 10,50 % домашних хозяйств состоят из престарелых (65 лет и старше), проживающих в одиночестве. Средний размер домашнего хозяйства составляет 2,62 человека, и средний размер семьи 3,11 человека.
Возрастной состав округа: 27,60 % моложе 18 лет, 7,80 % от 18 до 24, 28,20 % от 25 до 44, 22,00 % от 45 до 64 и 22,00 % от 65 и старше. Средний возраст жителя округа 36 лет. На каждые 100 женщин приходится 96,50 мужчин. На каждые 100 женщин старше 18 лет приходится 93,10 мужчин.
Средний доход на домохозяйство в округе составлял 43 367 USD, на семью — 50 024 USD. Среднестатистический заработок мужчины был 37 024 USD против 23 809 USD для женщины. Доход на душу населения составлял 19 593 USD. Около 4,90 % семей и 6,20 % общего населения находились ниже черты бедности, в том числе — 7,20 % молодежи (тех, кому ещё не исполнилось 18 лет) и 6,40 % тех, кому было уже больше 65 лет.